# سلم‌آباد (سربیشه)
روستای سلم آباد، روستایی است در دهستان مومن آباد از توابع بخش مرکزی شهرستان سربیشه، واقع در استان خراسان جنوبی و در فاصله ۵ کیلومتری جنوب شرقی سربیشه که بر اساس سرشماری سال ۱۳۸۵ مرکز آمار ایران، جمعیت آن بالغ بر ۵۱۶ نفر بوده‌است که از این تعداد ۳۱۰ نفر باسواد بوده‌اند.
اکثریت مردم سلم آباد کشاورز و دامدار اند و با کشاورزی و دامپروری روزگار میگذرانند.

## منبع
1. ↑  «پایگاه اینترنتی مرکز آمار ایران». بایگانی‌شده از اصلی در ۱۴ نوامبر ۲۰۰۹. دریافت‌شده در ۱۵ دسامبر ۲۰۰۸.